# Атлакомулько
Атлакомулько (исп. Atlacomulco) — муниципалитет в Мексике, входит в штат Мехико. Население — 77 831 человек.

## Известные уроженцы
Энрике Пенья Ньето — бывший президент Мексики.